# Satinering

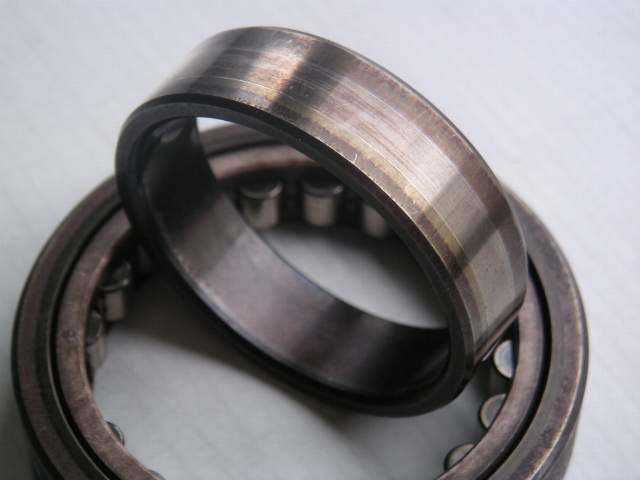
Den inre ringen av lagret har blivit satinerat av lagrets lager.

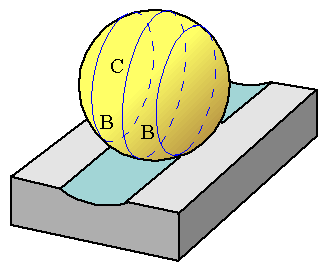
En boll som plöjer en ränna genom en plan platta, ytan satineras.

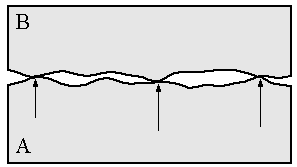
Vid förstoring av två plana ytor visas att de endast vidrörs på ett fåtal punkter.

Satinering är plastisk deformation av en yta på grund av glidkontakt med ett annat objekt. Visuellt innebär satinering att strukturen av en grov yta smetas ut vilket gör den glansigare. Satinering kan förekomma på en glidyta om kontaktpåkänningen lokalt överstiger sträckgränsen hos materialet. Satinering skiljer sig från polering som bearbetar bort material medan satinering komprimerar och kallbearbetar.

## Satinering inom tillverkning
Satinering av material kan inom tillverkning och industri användas på ett kontrollerat sätt för att uppnå önskade egenskaper på produkter. Satinering används för att optimera storlek, form, ytfinhet eller ytans hårdhet på ett arbetsstycke. Inom tillverkning används flertal olika tekniker där de vanligaste är satinering med hjälp av kullager och rullpolering som främst används vid bearbetning av insidan på rör, exempelvis för cylinderröret i en hydraulcylinder.